# Polyommatini
De Polyommatini zijn een geslachtengroep van vlinders uit de onderfamilie Polyommatinae (blauwtjes). De wetenschappelijke naam is gepubliceerd in 1827 door William Swainson.

## Geslachten
- Actizera Chapman, 1910
- Acytolepis Toxopeus, 1927
- Afarsia Korb & Bolshakov, 2011
- Agriades Hübner, 1819
- Alpherakya Zhdanko, 1994
- Aricia Reichenbach, 1817
- Azanus Moore, 1881
- Birabiro Talavera et al., 2021
- Bothrinia Chapman, 1909
- Brephidium Scudder, 1876
- Cacyreus Butler, 1898
- Caerulea Forster, 1938
- Caleta Fruhstorfer, 1922
- Callenya Eliot & Kawazoé, 1983
- Callictita Bethune-Baker, 1908
- Castalius Hübner, 1819
- Catochrysops Boisduval, 1832
- Catopyrops Toxopeus, 1929
- Cebrella Eliot & Kawazoé, 1983
- Celastrina Tutt, 1906
- Celatoxia Eliot & Kawazoé, 1983
- Chilades Moore, 1881
- Cupido Schrank, 1801
- Cupidopsis Karsch, 1895
- Cyaniris Dalman, 1816
- Cyclargus Nabokov, 1945
- Cyclyrius Butler, 1897
- Danis Fabricius, 1807
- Discolampa Toxopeus, 1929
- Echinargus Nabokov, 1945
- Eicochrysops Bethune-Baker, 1924
- Eldoradina Balletto, 1993
- Elkalyce Bálint & Johnson, 1995
- Epimastidia Druce, 1891
- Erysichton Fruhstorfer, 1916
- Euchrysops Butler, 1900
- Eumedonia Forster, 1938
- Euphilotes Mattoni, 1978
- Famegana Eliot, 1973
- Freyeria Courvoisier, 1920
- Glabroculus Lvovsky, 1993
- Glaucopsyche Scudder, 1872
- Grumiana Zhdanko, 2004
- Harpendyreus Heron, 1909
- Hemiargus Hübner, 1818
- Icaricia Nabokov, 1945
- Iolana Bethune-Baker, 1914
- Ionolyce Toxopeus, 1929
- Itylos Draudt, 1921
- Jameela Grund & Eastwood, 2010
- Jamides Hübner, 1819
- Kipepeo Talavera et al., 2021
- Kretania Beuret, 1959
- Lachides Nekrutenko, 1984
- Lampides Hübner, 1819
- Lepidochrysops Hedicke, 1923
- Leptotes Scudder, 1876
- Lestranicus Eliot & Kawazoé, 1983
- Luthrodes Druce, 1895
- Lycaenopsis C. & R. Felder, 1865
- Lysandra Hemming, 1933
- Maculinea van Eecke, 1915
- Madeleinea Bálint, 1993
- Maurus Bálint, 1991
- Megisba Moore, 1881
- Micropsyche Mattoni, 1981
- Monodontides Toxopeus, 1927
- Nabokovia Hemming, 1960
- Nacaduba Moore, 1881
- Neolucia Waterhouse & Turner, 1905
- Neolysandra Koçak, 1977
- Neopithecops Distant, 1884
- Niphanda Moore, 1875
- Notarthrinus Chapman, 1908
- Nothodanis Hirowatari, 1992
- Oboronia Karsch, 1893
- Orachrysops Vári, 1986
- Oraidium Bethune-Baker, 1914
- Oreolyce Toxopeus, 1927
- Orthomiella de Nicéville, 1890
- Otnjukovia Zhdanko, 1997
- Palaeophilotes Forster, 1938
- Pamiria Zhdanko, 1995
- Paraduba Bethune-Baker, 1906
- Paralycaeides Nabokov, 1945
- Parelodina Bethune-Baker, 1904
- Patricius Bálint, 1991
- Petrelaea Toxopeus, 1929
- Phengaris Doherty, 1891
- Philotes Scudder, 1876
- Philotiella Mattoni, 1978
- Pistoria Hemming, 1964
- Pithecops Horsfield, 1828
- Plautella Eliot & Kawazoé, 1983
- Plebejidea Koçak, 1983
- Plebejus Kluk, 1780
- Plebulina Nabokov, 1945
- Polyommatus Latreille, 1804
- Praephilotes Forster, 1938
- Prosotas Druce, 1891
- Pseudochrysops Nabokov, 1945
- Pseudolucia Nabokov, 1945
- Pseudonacaduba Stempffer, 1942
- Pseudophilotes Beuret, 1958
- Pseudozizeeria Beuret, 1955
- Psychonotis Toxopeus, 1930
- Ptox Toxopeus, 1928
- Rhinelephas Toxopeus, 1927
- Rimisia Zhdanko, 1994
- Rueckbeilia Talavera, Lukhtanov, Pierce & Vila, 2013
- Sahulana Hirowatari, 1992
- Sancterila Eliot & Kawazoé, 1983
- Scolitantides Hübner, 1819
- Shijimia Matsumura, 1919
- Sidima Eliot & Kawazoé, 1983
- Sinia Forster, 1940
- Sinocupido Lee, 1963
- Subsolanoides Koiwaya, 1989
- Talicada Moore, 1881
- Tartesa Hirowatari, 1992
- Tarucus Moore, 1881
- Thaumaina Bethune-Baker, 1908
- Theclinesthes Röber, 1891
- Thermoniphas Karsch, 1895
- Tongeia Tutt, 1908
- Turanana Bethune-Baker, 1916
- Tuxentius Larsen, 1982
- Udara Toxopeus, 1928
- Una de Nicéville, 1890
- Upolampes Bethune-Baker, 1908
- Uranobothria Toxopeus, 1927
- Uranothauma Butler, 1895
- Zintha Eliot, 1973
- Zizeeria Chapman, 1910
- Zizina Chapman, 1910
- Zizula Chapman, 1910